# كمال الزغباني
كمال الزغباني (1965 - 2020) هو كاتب وروائي ومفكر وأستاذ فلسفة تونسي، حائز على جائزة الكومار الذهبي عن روايته «في انتظار الحياة».

## سيرة
ينحدر الزغباني من الجنوب التونسي وتحديدًا من معتمدية الحامة من ولاية قابس، ولد في سبتمبر (أيلول) العام 1965 وتوفي في 14 يوليو 2020. تنقل وعاش بين العديد من المدن التونسية على غرار العاصمة، وصفاقس والمهدية.

## نشاطه الثقافي
عمل الزغباني مدرسا لمادة الفلسفة بالجامعة التونسية، وهو وجه يساري معروف منذ تسعينات القرن الماضي.
ألف الزغباني العديد من الروايات، ونشر مقالات في العديد من الصحف المحلية والعربية.

### مؤلفاته
- في انتظار الحياة: رواية 2001 - وط. دار أديكوب للنشر والتوزيع [3][8]
- أخلاط في البهيموقراطية والثورة - 2011، وط. 2014 دار الوسيطي للنّشر والتّوزيع[9]
- مكينة السعادة: رواية - دار التنوير 2016 [10][11]
- في فن العشرة وفلسفتها: نصوص له... شهادات عنه (جمع وتقديم) - 2016 [12]